# Komjáthy György (zenei szerkesztő)
Komjáthy György (Budapest, 1933. december 2. –) EMeRTon-díjas és Fonogram szakmai életműdíjas magyar zenei szerkesztő.

## Életpályája
Szülei: Komjáthy Elemér (1898–1978) és Hoholáti Mária Erzsébet (1900–1992) voltak. 1952–1959 között a Bartók Béla Zenei Szakközépiskola orgona-zeneszerzés-népzene szakán tanult, ahol Gergely Ferenc, Szelényi István, C. Nagy Béla és Hajdu Mihály tanították. 1958–1993 között a Magyar Rádió technikai rendezője, majd zenei szerkesztője volt. 1964–1998 között a Vasárnapi koktél, 1965–1993 között a Csak fiataloknak, 1970-től a Töltsön egy órát kedvenceivel, 1971-től a 25 perc beat és A beat kedvelőinek című műsorok szerkesztője volt. 
Az 1980-as évek végén Popregiszter című sorozatot indított. 1986–1997 között a Danubius Rádió zenei szerkesztője volt. 1994-ben nyugdíjba vonult. 1995-től a váci Infórum Rádió zenei szerkesztője, műsorvezetője. 1999-től a Sláger Rádió Nem csak fiataloknak című kívánságműsorának társszerkesztője. 2011 novemberétől a B. Tóth László nevével fémjelzett poptarisznya.hu internetes rádió rendszeres havi műsorvezetője. A zene mellett a régi villamosok történetével is foglalkozik.
Gyermekei: Dóra (1990-től Magyar Rádió majd jogutódja) és Zoltán (1986-1991: BKV Sajtószolgálat, 1990-1998: Danubius Rádió, 1998-2009: Sláger Rádió, 2010-2012: Neo FM).

## Díjai, kitüntetései
- Munka Érdemrend bronz fokozata (1975)
- eMeRTon-életműdíj (1994)
- Ezüst Toll (1998)
- a Magyar Lemezlovas Egyesület életműdíja (2008)
- Börze Vándordíj (2008)[3]
- Fonogram szakmai életműdíj (2022)[4]